# Herbolzheim (Neudenau)

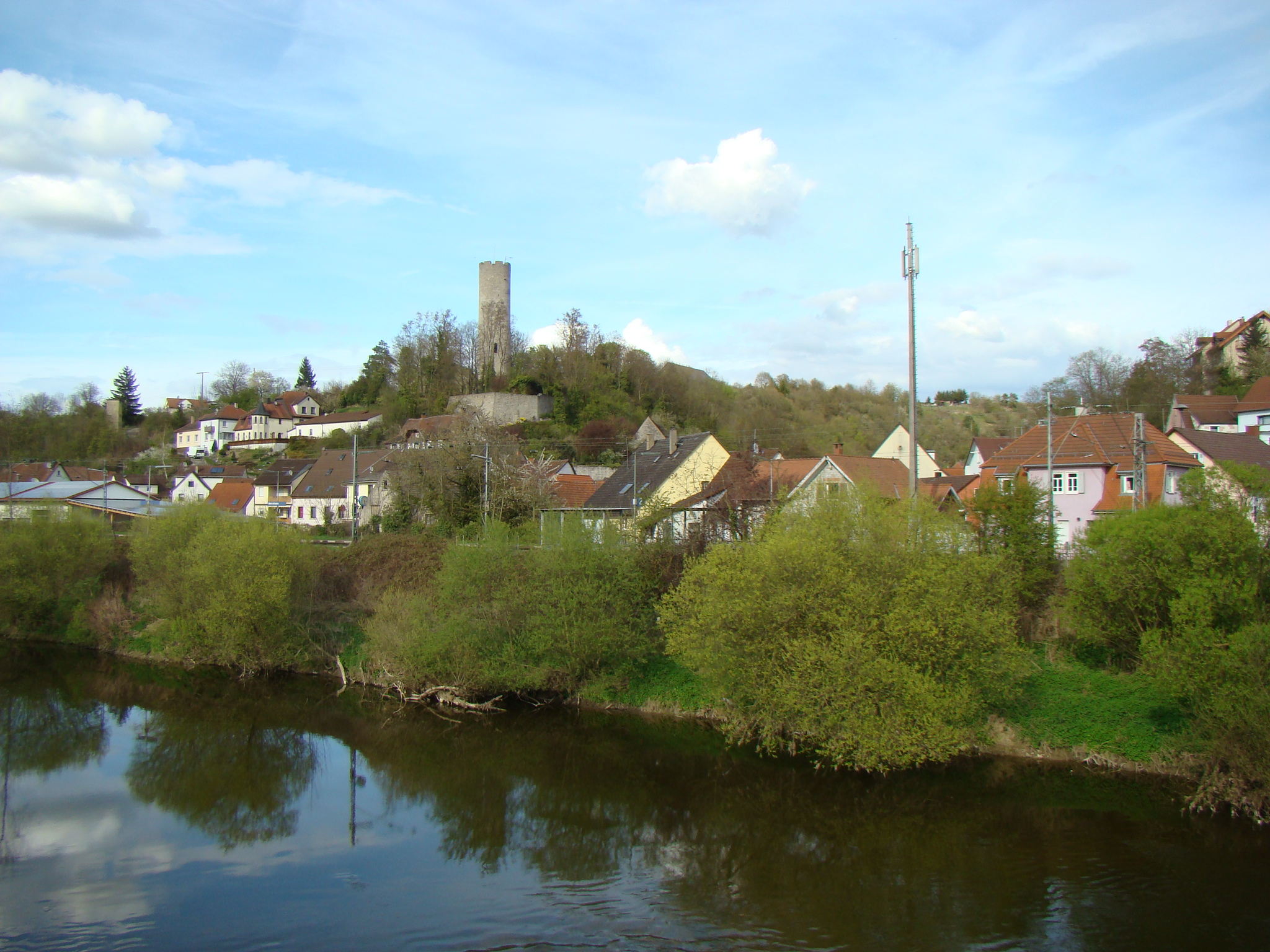
Jagstufer bei Herbolzheim

Herbolzheim (im Ortsdialekt Herwelze) ist ein Dorf in Baden-Württemberg, das seit 1975 zur Stadt Neudenau im Landkreis Heilbronn gehört.

## Geschichte
Die ältesten Siedlungsspuren in Herbolzheim wurden am rechten Ufer der Jagst im Gewann Kirchengärten und längs des Friedhofwegs gefunden. Steinzeitliche und bronzezeitliche Funde weisen jene Stelle als uralten Siedlungsplatz aus. Links der Jagst, im Gewann Eurich wurden hingegen römerzeitliche Mauerreste entdeckt, während die frühmittelalterliche Besiedlung zur Zeit der Franken wieder rechts der Jagst im Bereich des Gassenwegs nachgewiesen ist. Der Ort wurde 863 im Lorscher Codex erstmals als „Heribotesheim“ anlässlich einer umfangreichen Schenkung von Gütern eines Germo an das Kloster Lorsch erwähnt. Die Namensendung auf -heim weist auf eine fränkische Gründung des heutigen Ortes hin, der Name bezeichnet den Ort als Besitz eines Stammesfürsten Heribot.
Vermutlich zur Zeit der Ungarneinfälle im frühen 10. Jahrhundert wurde das Dorf auf der rechten Jagstseite zerstört und aufgegeben. Lediglich der Friedhof und die alte Kirche St. Wendelin blieben auf der rechten Uferseite erhalten. Stattdessen siedelte man danach auf der linken Jagstseite, wo spätestens bis zum Hochmittelalter auf einem Höhenzug die Burg Herbolzheim entstand, auf der die 1268 erstmals erwähnten Herren von Herbolzheim ihren Sitz hatten. Über die Herren von Herbolzheim ist nur wenig bekannt. Das Geschlecht starb wohl bereits im späten 15. Jahrhundert aus, auch die Burg war damals schon zerstört. Unterhalb der Burg entwickelte sich die heutige Besiedlung der Ortsmitte als Burgweiler.
Um 1330 wurde das Dorf mit der Burg an das Hochstift Worms verkauft, ab 1361 war es im Besitz der Mainzer Kurfürsten. Innerhalb von Kurmainz zählte Herbolzheim zum Oberamt Amorbach und darin zum Amt Neudenau. In Herbolzheim bestand bis 1688 eine Kellerei, danach wurde der Ort von Neudenau aus mitverwaltet.
Mit den weiteren kurmainzischen Besitztümern Neudenau und Stein am Kocher kam der Ort in Folge der napoleonischen Kriege 1802 an Graf Wenzel von Leiningen-Heidesheim. 1806 wurden die leiningenschen Besitztümer in das Großherzogtum Baden eingegliedert, doch blieben der Linie Leiningen-Neudenau zahlreiche Güter und Rechte in Herbolzheim. Die grundherrlichen Rechte gingen den Leiningern im Lauf der badischen Revolution 1848 verloren, Besitz am Ort hatte das Haus noch bis 1918.

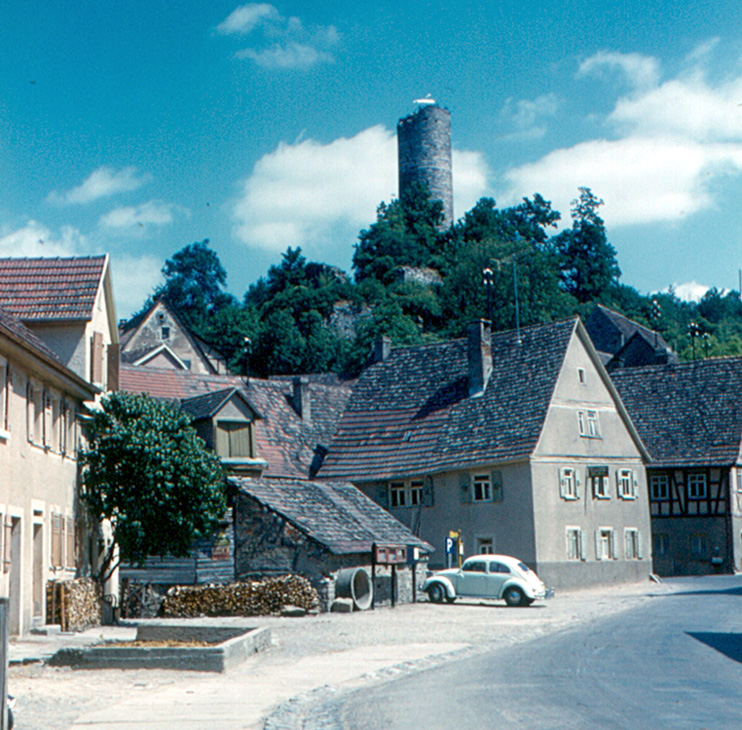
Herbolzheim 1960

Innerhalb von Baden gehörte Herbolzheim erst dem Amt Neudenau, später dem Landkreis Mosbach an. Die hohen Abgaben und Kriegslasten führten im 19. Jahrhundert zu großer Armut in Herbolzheim. Erst die Industrialisierung in Heilbronn und Neckarsulm und der Anschluss an die Eisenbahnlinie von Heilbronn nach Osterburken 1869 schufen bessere wirtschaftliche Verhältnisse. Der Bahndamm brachte dem Ort außerdem auch Hochwassersicherheit und damit ein Ende der regelmäßigen Überflutungen durch Jagsthochwasser. Der Aufschwung im späten 19. Jahrhundert führte auch zur (Wieder-)Besiedlung des rechten Jagstufers. 1939 wurden 715 Einwohner gezählt, Ende 1945 waren es 788.
Im Zuge der Kreisreform Baden-Württemberg 1973 und der Auflösung des Landkreises Mosbach gelangte Herbolzheim zum Landkreis Heilbronn. Am 1. Januar 1975 erfolgte die Eingemeindung nach Neudenau.
Herbolzheim ist bis in die jüngste Vergangenheit stark landwirtschaftlich geprägt. 2006 ist ein Regelverfahren zur Verbesserung der Produktions- und Arbeitsbedingungen in der Landwirtschaft durch ein neues Wege- und Gewässernetz und die Neuordnung und Zusammenlegung des zersplitterten Grundbesitzes in Arbeit. Die Ortschaft ist überwiegend Wohnsiedlung für Pendler der umliegenden Städte und Gemeinden.

## Wappen
| Wappen von Herbolzheim | Blasonierung: „In geteiltem, unten gespaltenem Schild oben in Gold ein schreitender roter Löwe, unten vorne in Rot ein silbernes Rad, hinten in Gold ein roter Schrägbalken.“ |
| Wappen von Herbolzheim | Wappenbegründung: Das Mainzer Rad steht für Kurmainz, der rote Schrägbalken ist das Wappen Badens.                                                                            |

## Verkehr

### Straße
Die L1096 von Bad Friedrichshall nach Züttlingen führt durch Herbolzheim. Die nächsten Autobahnanschlüsse bestehen in Heilbronn-Neckarsulm an die Bundesautobahn A6 und in Möckmühl-Züttlingen an die A81.

### Eisenbahn
Herbolzheim liegt an der Frankenbahn von Stuttgart nach Würzburg. Es halten stündlich Regionalbahnen nach Osterburken und Heilbronn, die teilweise nach Würzburg bzw. Stuttgart und Ulm durchgebunden werden.

## Sehenswürdigkeiten

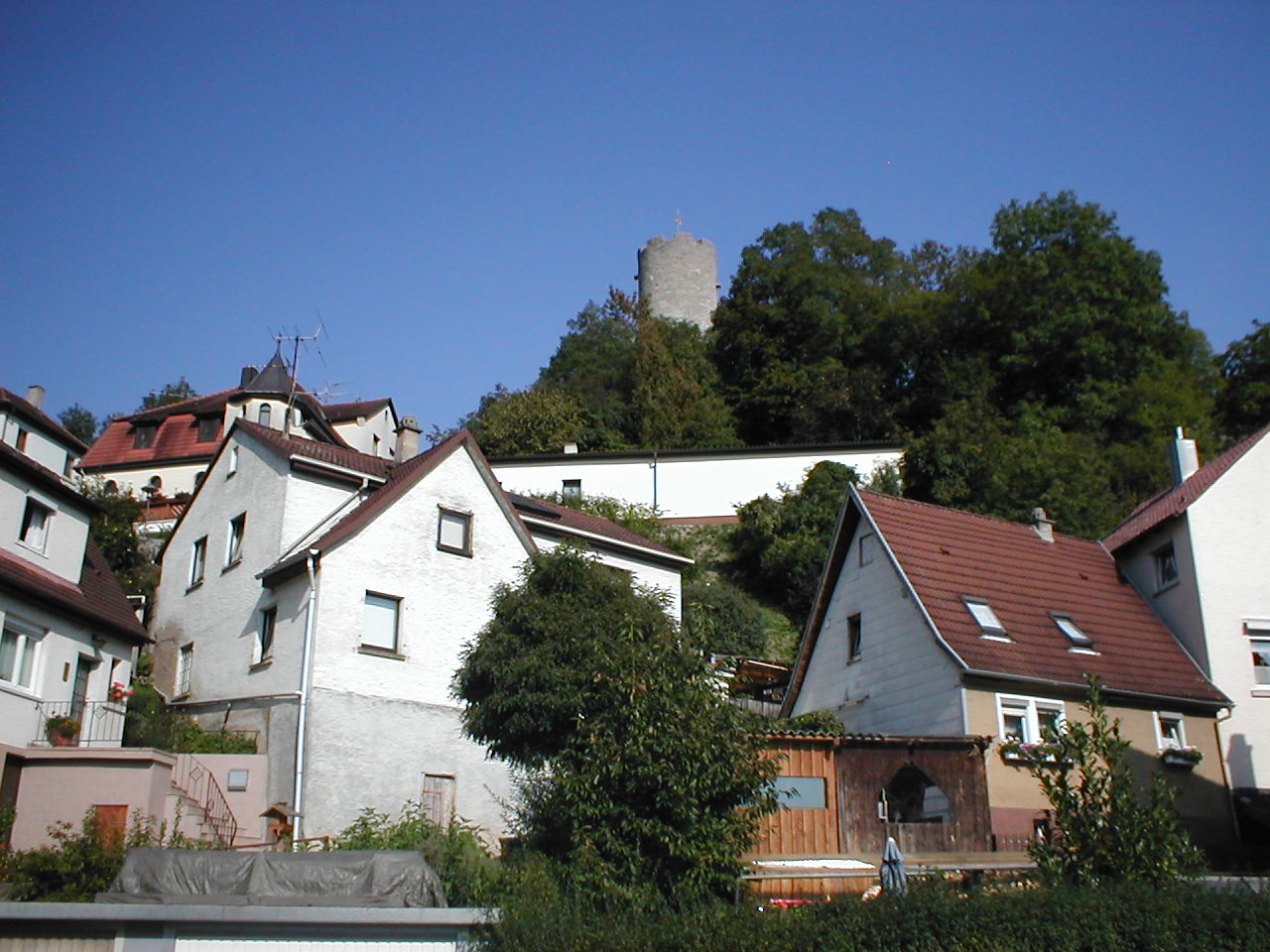
Heriboldisburg oberhalb des Ortes

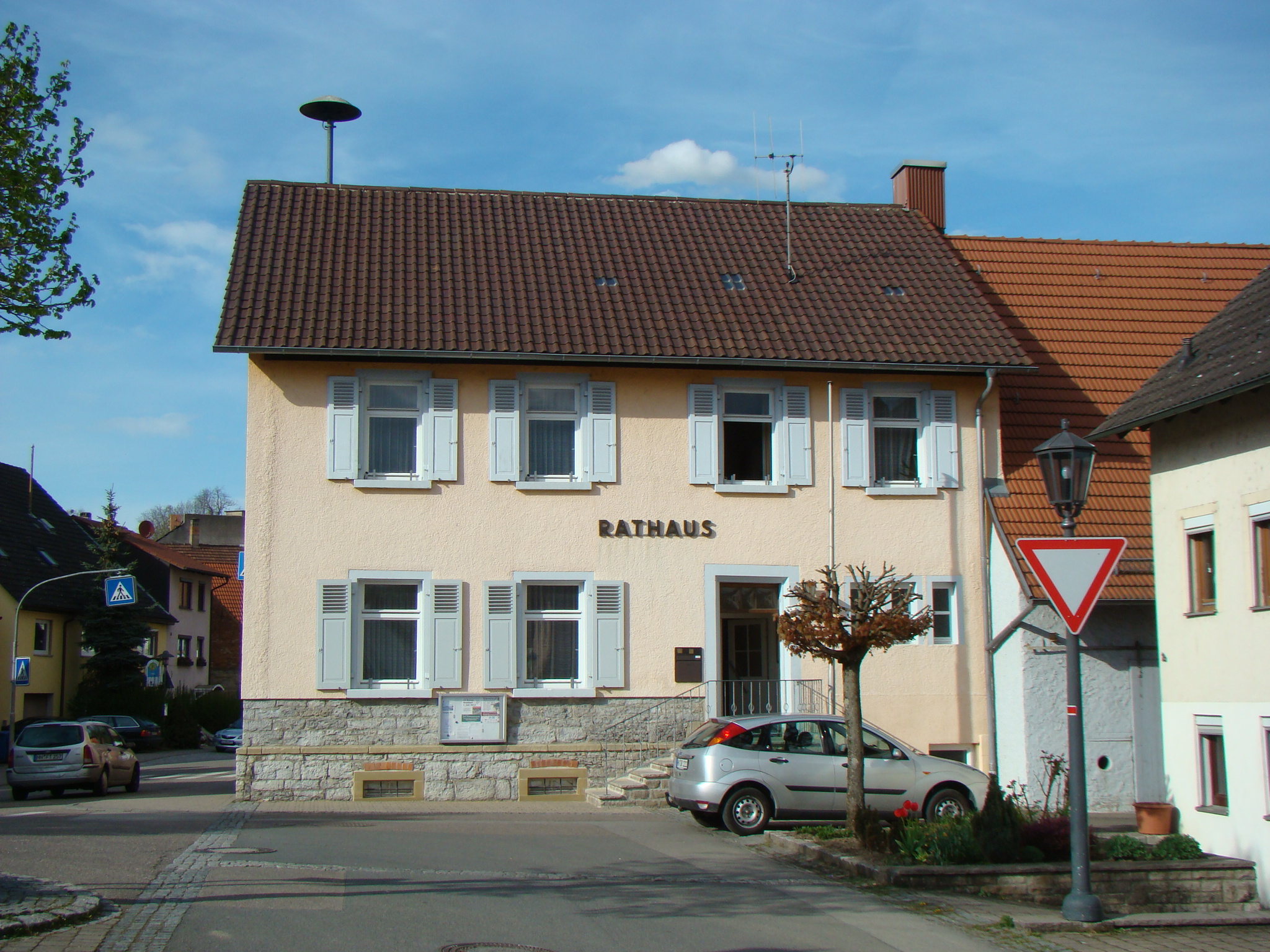
Altes Rathaus

- Auf einem Bergsporn über dem Ort liegt die Ruine Heriboldesburg. Von der im 12. Jahrhundert erbauten Burg sind lediglich der restaurierte runde Bergfried und einige Mauerreste erhalten.
- An der Stelle der Vorburg entstand im 16. Jahrhundert ein kurmainzisches Verwaltungsgebäude, das spätere Pfarrhaus. Es trägt das Wappen der Herren von Adelsheim und die Datierung 1564. Das benachbarte Schafhaus wurde 1594 errichtet und im Zweiten Weltkrieg zerstört, in den es ersetzenden Neubau sind alte Bauteile eingeflossen. Ebenfalls in die kurmainzische Bauperiode des späten 16. Jahrhunderts gehört die ehemals herrschaftliche Kelter des Ortes, deren Portal 1865 beim Bau des Schulhauses verlorenging. Von der beim Ausbau der Eisenbahn 1932 abgerissenen Zehntscheuer von 1577 hat sich der Portalstein an einem anderen Gebäude des Ortes erhalten.
- Die älteste Kirche des Ortes befand sich am rechten Jagstufer auf dem Friedhof. Der Turm der Kirche St. Wendelin wurde 1784 wegen Baufälligkeit abgerissen, das im 14. Jahrhundert erneuerte Langhaus 1825. Von der Kirche hat sich eine in der Friedhofsmauer vermauerte gotische Nische erhalten, in der einst eine als Totenmännle bekannte Holzfigur verwahrt wurde.
- Die spätbarocke alte Kirche St. Kilian von 1770, die als Ersatz für St. Wendelin in der Ortsmitte an der Stelle einer alten Kapelle errichtet wurde, wird seit der Einweihung der neuen katholischen Kirche St. Kilian als Veranstaltungsraum (Bernhardusheim) genutzt.
- Die Herbolzheimer Waldkapelle, das Käppele, wurde um 1750 auf Veranlassung eines heute unbekannten Stifters errichtet. Den Kreuzweg beim Käppele stiftete der in Herbolzheim geborene Pfarrer Röckel.
- Das Rathaus des Ortes geht auf das 14. Jahrhundert zurück, wurde jedoch vielfach umgebaut und erneuert.

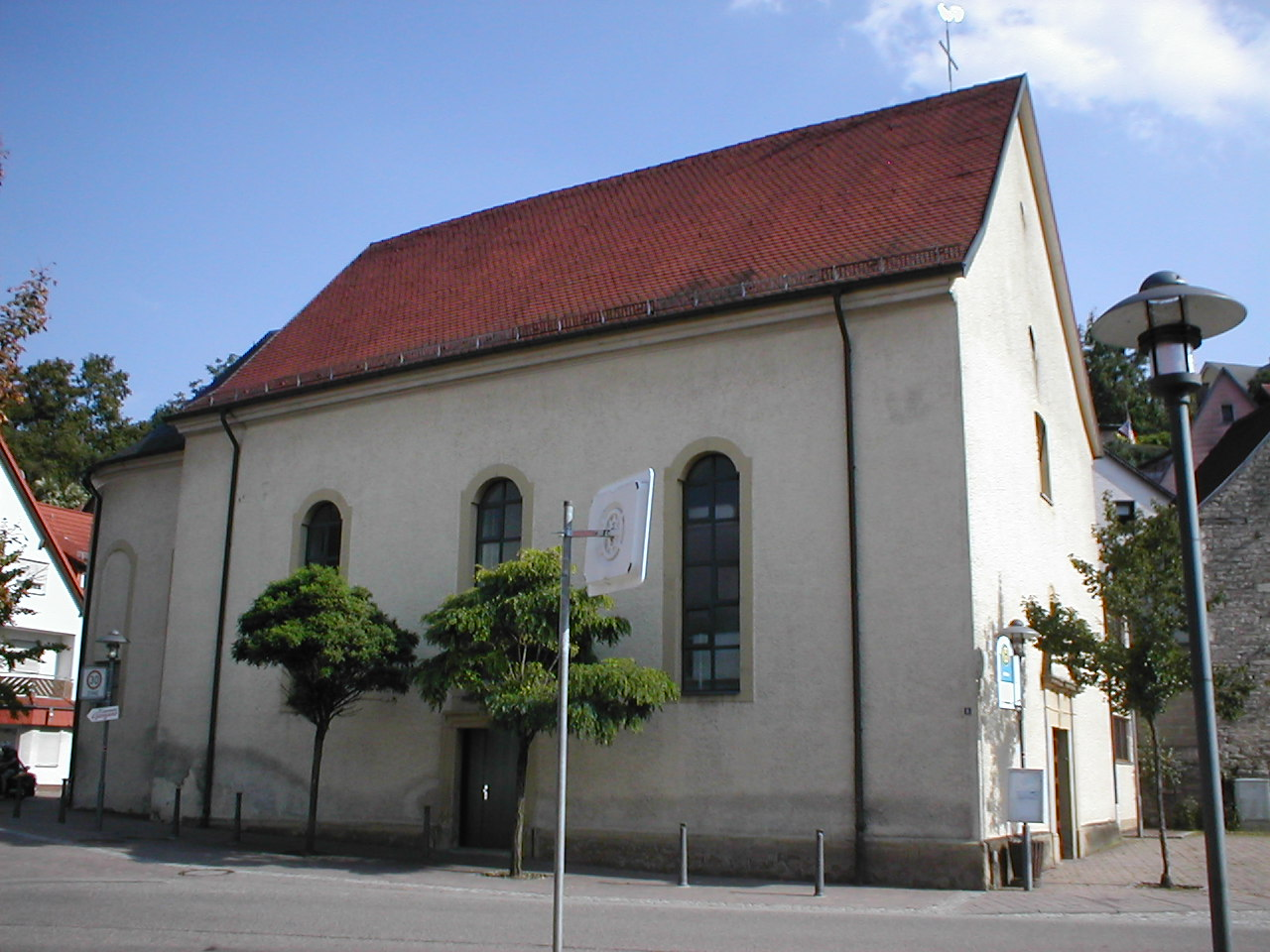
Alte Kirche St. Kilian
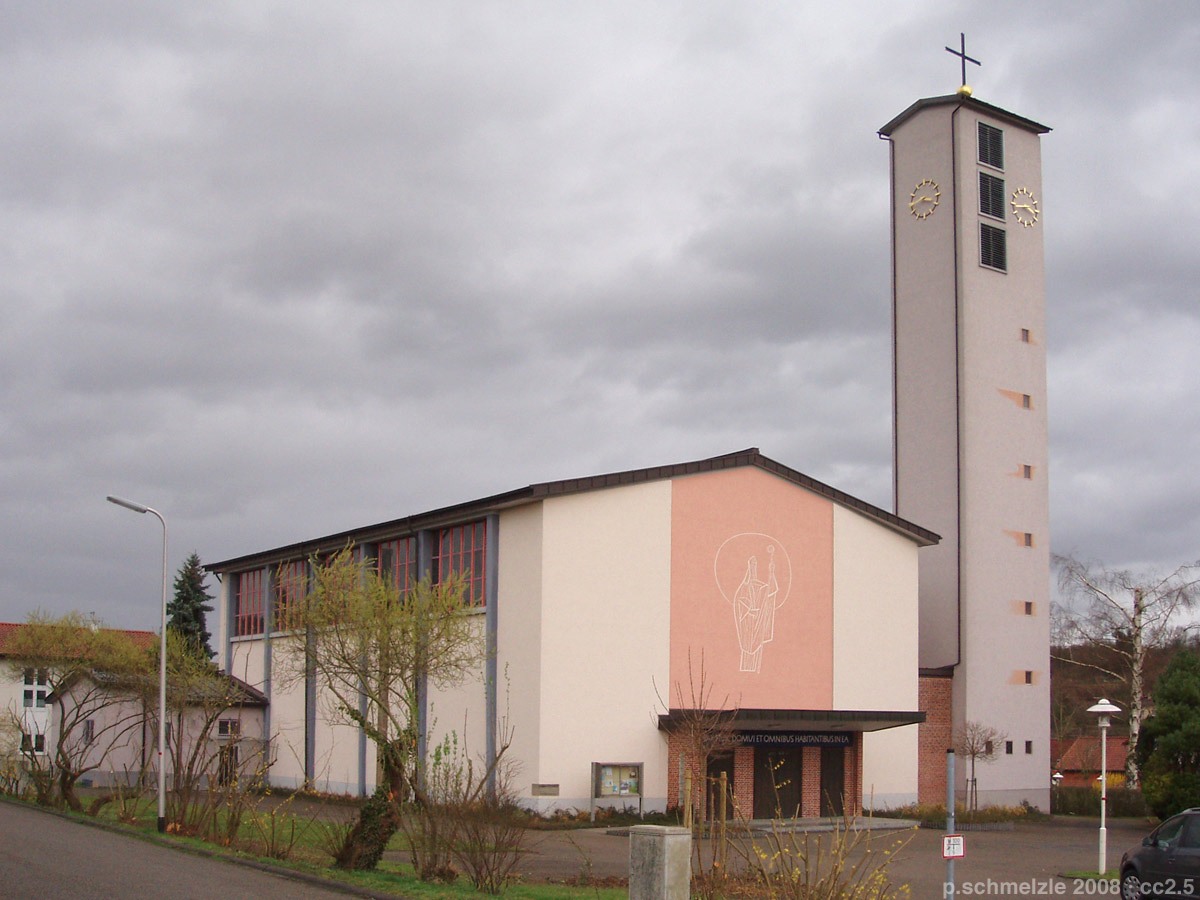
St. Kilian
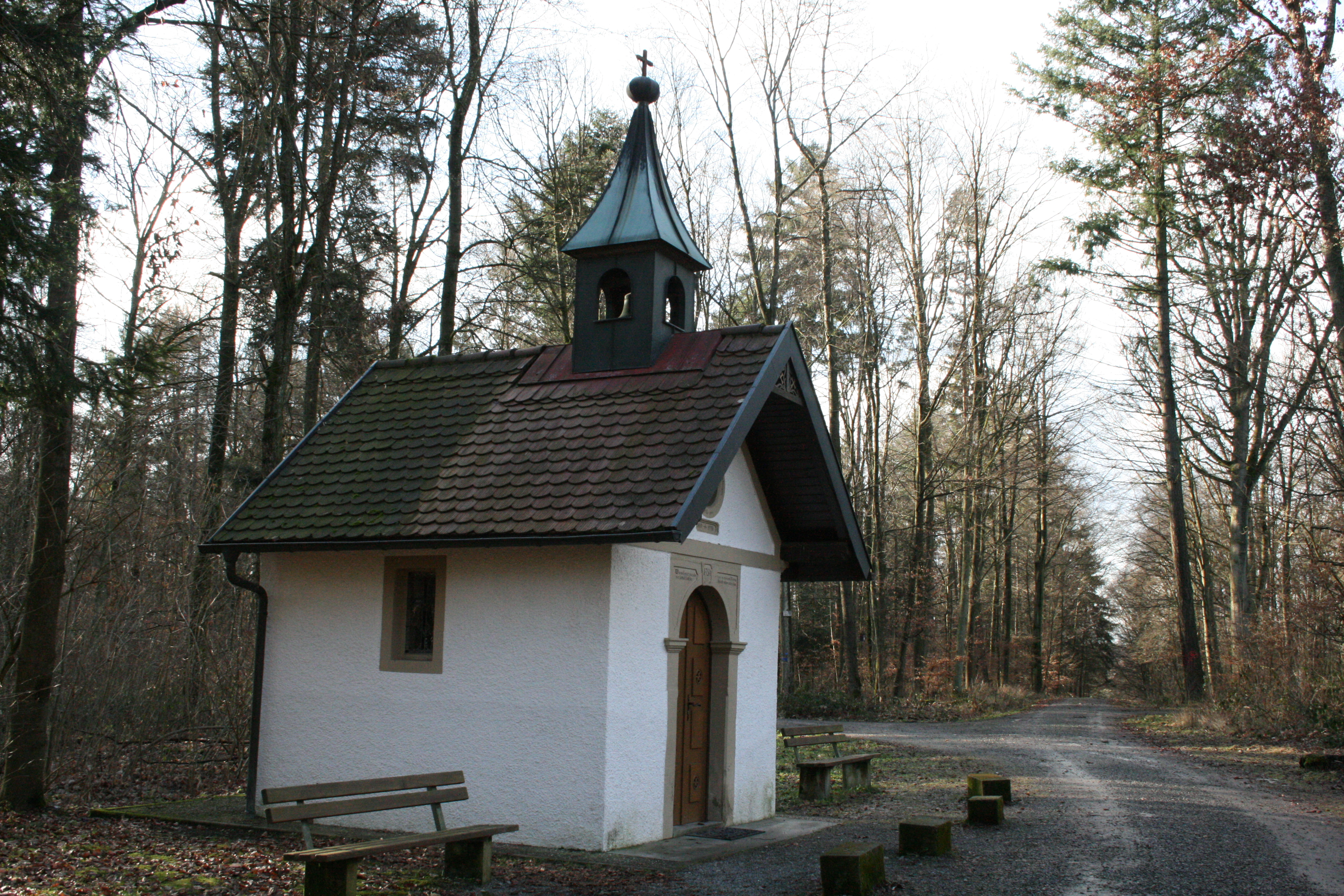
Käppele

## Persönlichkeiten
- Franz Förschner (1939–2023), deutscher Bibliothekar und Philosoph